# Graafschap Urgell
Het graafschap Urgell is een voormalig graafschap gelegen in de Pyreneeën.
Het wapen van Urgell (goud en zwart schaakpatroon) werd gebruikt door de graven vanaf de tweede dynastie aan het begin van de 13e eeuw.

## Algemeen
Urgell maakt tegenwoordig deel uit van de Spaanse autonome gemeenschap Catalonië.
Het graafschap van Urgell is ontstaan vanuit een vroegere pagus van het Frankische koninkrijk in de 8e eeuw. Van 815 tot 1413 was het graafschap een zelfstandige bestuurlijke eenheid. Nadat Jacobus II van Urgell door Ferdinand I van Aragón was verslagen werd het een onderdeel van het koninkrijk Aragón.
De oorspronkelijke hoofdstad was La Seu d'Urgell. Nadat Ermengol VI de plaats Balaguer op de Moren veroverde werd dit de nieuwe hoofdstad. Het eigenlijk politieke centrum was echter Agramunt, waar de munt van het graafschap werd geslagen, de agramuntesa. In een kapel in het klooster van Les Avellanes werden enkele van de graven van Urgell begraven..
Urgell is tevens een diocese en La Seu d’Urgell was een religieus centrum in de periode van het vroegere christendom. De bisschopszetel van La Seu d’Urgell dateert vanaf ongeveer 516. De positieve houding van bisschop Felix van Urgell ten opzichte van het adoptianisme, als bondgenoot van Elipandus van Toledo, werd gehekeld door Alcuinus van York in Contra Felicem (Runciman, 1947).
De graven, vooral de Ermengols (992-1209) controleerden de macht van de kerk en stelden de bisschop aan, vaak een familielid. Als synoniem voor Ermengol wordt ook gebruikt: Armengol, Hermengild of Hermenegildo.
Graaf Ermengol IV schonk in de twaalfde eeuw Andorra aan de bisschop van Urgell. De bisschop deelde tot 1993 het leiderschap van de staat Andorra, eerst met de Franse vorsten, later met de president van de Franse Republiek.

## Frankische heerschappij

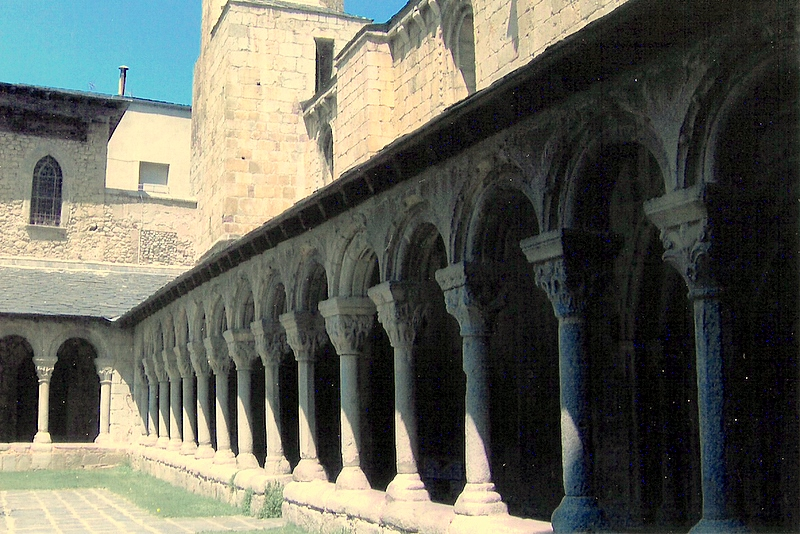
Kathedraal in La Seu d'Urgell

De Franken benoemden Borrell van Osona in 798 tot graaf van Urgell. Borrell was ook graaf van het aangrenzende Cerdanya. Na de dood van Borrell viel Urgell toe aan de graaf van Aragón, Aznar I Galíndez. Bij het overlijden van Aznar erfde diens zoon Galindo I Aznárez het graafschap en regeerde het totdat hij verbannen werd in 838.
Urgell viel daarna toe aan Sunier van Urgell ook Sunifried of Sunifredo genoemd, die in 834 al benoemd was tot graaf door Lodewijk de Vrome op voorstel van de graaf Berengar van Toulouse. Sunier was vermoedelijk een zoon van Borrell van Osona
Van 848 tot 870 werd het graafschap geregeerd door graaf Salomón.
In 870 schonk Karel de Kale het graafschap Urgell aan Wilfred I de Harige, de zoon van Sunier I van Barcelona.

### Graven onder de Frankische heerschappij
- Borrell van Osona (h. 798-820?)
- Aznar I Galíndez van Aragón, Urgel en Cerdaña (h. 820- 838)
- Sunier I van Barcelona (h. 839-848)
- Salomón van Urgell-Cerdanya (848-870)
- Wifried de Harige (870-897)
- Sunifried II (897-940)
- Borrell II van Barcelona (940-992)

## Eerste dynastie van Urgell

Het graafschap van Urgell (donkerbruin) binnen het koninkrijk Aragón.

Sunier II van Urgel overleed in 948 kinderloos. Zijn neef Borrell II erfde het graafschap. Borell werd later graaf van Barcelona, Gerona en Osona. Toen hij overleed in 992 werd zijn nalatenschap verdeeld tussen zijn twee zonen. Zo vielen Barcelona, Gerona en Osona toe aan Ramón Borrell, terwijl Urgell toekwam aan Armengol I.
Bij Armengol I begint de eerste dynastie van Urgell die zou regeren vanaf het eind van de 10e tot aan het begin van de 13e eeuw.
Het geografisch gebied van het graafschap kwam voor de 11e eeuw overeen met de huidige comarca Alto Urgell.  Vanaf die tijd begon de neergang van Al-Andalus. Het graafschap breidde zich uit doordat gebied op de Moren werd heroverd. In het jaar 1000 werd het gebied rondom de stad Ponts veroverd  in het dal van Artesa de Segre  dat tussen 1024 en 1026 geheel geannexeerd werd. Ook de gebieden rondom Meiá (1018–1020), Áger (1034–1048), Santa Linya (1036), Cubelles en Camarasa (1050), Guissona (1020–1024) en Agramunt (1070) werden veroverd.
De verovering van de vlakte van Almenara (1078) maakte het mogelijk dat het huidige Midden- en Laag Urgell bij het graafschap werden ingelijfd. In 1130 werden de kastelen van Farfaña en Algerri veroverd en in 1149 nam de graaf samen met de graaf van Barcelona deel aan de verovering van Lérida. Na de verovering van Lérida emigreerde een deel van de bevolking van Urgell naar het nieuw veroverde gebied.
In 1208 wees Armengol VIII van Urgell zijn dochter Aurembiaix en zijn zusters Marquesa en Miracle aan als erfgenamen, hopend dat Aurembiaix later een zoon zou baren. Volgens het Catalaanse recht kon het graafschap als erfgoed niet aan een vrouw toevallen. Toen Armengol VIII stierf maakte de edelman Guerau IV (of Geraldo IV) van Cabrera aanspraak of het graafschap. De weduwe van Armengol, Elvira de Subirats, zocht daarop steun bij de koning, Peter II van Aragón. Deze bood haar protectie in ruil voor haar rechten en bezittingen. 
Peter II sloot op 31 oktober 1209 in Lerida een verdrag met de weduwe. Volgens dit pact zou zij 5000 morabetinos ontvangen als vergoeding. (2) In het verdrag werd tevens vastgelegd dat de overeenkomst geen betrekking zou hebben op de nalatenschap van Aurembiaix. Op 1210 werd vastgelegd dat Aurembiaix later zou trouwen met Jacobus I van Aragón.
Al deze plannen werden echter in de war gestuurd toen Geraldo de Cabrera Urgell bezette. Koning Peter II viel daarop meteen met zijn troepen aan, bezette Balaguer en nam Geraldo gevangen. Toen Peter II in 1213 overleed werd Geraldo vrijgelaten en deze nam opnieuw bezit van Urgell. Aurembiaix was in 1212 getrouwd met Álvaro Pérez de Castro en kon geen aanspraak meer maken op het graafschap.
Tijdens de Cortes van Monzón in 1217 overlegden Jacobus I en Geraldo over hun aanspraken. Geraldo beloofde vervolgens af te zien van zijn aanspraken op Agramunt, Balaguer en andere steden en bezittingen in Urgell in ruil voor een grote som geld. 
In 1222 komen Jacobus en Geraldo in Terrer overeen dat Geraldo het graafschap zal regeren. Geraldo wordt als graaf van Urgell in 1227 opgevolgd door zijn zoon Ponce de Cabrera Ponce I van Urgell. 
In 1228 liet Aurembiaix haar huwelijk met Álvaro ontbinden en maakte daarna opnieuw aanspraak op de kroon en zoekt opnieuw steun bij Jacobus I van Aragón. Deze besluit om met een leger het graafschap binnen te vallen. Hij bezette vervolgens Tamarite, Albesa, Agramunt y Pons en begon met een beleg van Balaguer.
Uiteindelijk weet Jacobus I het graafschap definitief in zijn macht te krijgen en aan het koninkrijk van Aragón toe te voegen. Het graafschap behield desondanks tot het begin van de 14e eeuw een beperkte onafhankelijkheid en een eigen dynastie.

### Graven van de eerste dynastie van Urgell
- Armengol I van Urgell (992–1010)
- Armengol II de Pilgrim (1010–1038)
- Armengol III van Barbastro (1038–1065)
- Armengol IV van Gerp (1065–1092)
- Armengol V van Molleruça (1092–1102)
- Armengol VI van Castilië (1102–1154)
- Armengol VII van Valencia (1154–1184)
- Armengol VIII (1184–1209)
- Aurembiaix (1209–1231)

## Tweede dynastie van Urgell
De dood van de gravin Aurembiaix in 1231 betekende het uitsterven van het eerste geslacht van de graven van Urgell. Daarna begon een periode van strijd en oorlog tussen de verschillende koningen die het graafschap aan hun koninkrijk toe wilden voegen. Bovendien was er de ruzie tussen het Huis Cabrera en de koning van Aragón, Jacobus I. Door bemiddeling van de stad Tárrega gaf de koning uiteindelijk de heerschappij over aan Ponce de Urgel. Daarna was de macht over het graafschap de oorzaak van twee opstanden door de adel gedurende het koninkrijk van Peter III van Aragón, die de koning wist te onderdrukken.

### Graven van de tweede dynastie van Urgell
- Ponce I van Urgell (1236–1243) (Ponce IV van Cabrera)
- Armengol IX van Urgell (1243)
- Álvaro I van Urgell (1243–1267)
- Ermengol X van Urgell (1267–1314)

## Derde dynastie van Urgell
.

Het wapen van de derde dynastie, met aan de linkerkant de strepen van Aragón en aan de rechterkant het schaakbordpatroon van Urgell, vanaf Theresia van Entenza en Alfons IV van Aragón

Ermengol X van Urgell benoemde zijn nicht Theresia van Entenza tot erfgenaam. Theresa was getrouwd met de Alfons IV van Aragón, zoon van Jacobus II. De oudste zoon van Jacobus II  zag af van troonopvolging en het erfrecht werd overgedragen aan zijn jongere broer Alfons, die koning werd na de dood van zijn vader Jacobus II in 1327. De koning liet het graafschap vervolgens niet na aan zijn oudste zoon, maar aan zijn tweede zoon, Jacobus I van Urgell.
Toen Martinus I van Aragón in 1410 stierf was Jacobus II van Urgell een van de degenen die aanspraak maakten op de kroon. Volgens het Compromis van Caspe werd Ferdinand van Antequera echter uitgeroepen tot koning. In 1413 kwam Jacobus tegen de koning in opstand. Hij werd verslagen en de koning eigende zich al zijn bezittingen toe, waaronder het graafschap van Urgell dat vanaf die tijd deel uitmaakte van het koninkrijk Aragón.

### Graven van de derde dynastie
- Theresia van Entenza (1314 - 1327) samen met Alfons IV van Aragón (1314 - 1336).
- Jacobus I van Urgell (1336–1347)
- Peter II van Urgell (1347–1408)
- Jacobus II van Urgell (1408–1413)

## Voetnoten
1. ↑  Alberto Montaner Frutos, El señal del rey de Aragón: Historia y significado, Zaragoza, Institución «Fernando el Católico», 1995, pág. 49. ISBN 84-7820-283-8.
2. ↑  Antonio Ubieto Arteta, «El condado de Urgel», en Creación y desarrollo de la Corona de Aragón, Zaragoza, Anubar (Historia de Aragón), 1987, págs. 286-96. ISBN 84-7013-227-X
3. ↑  De eersten die deze veronderstellingen opperden waren P. Tastu en andere geschiedschrijvers van de Languedoc. Ze baseerden zich op een koninklijke document van Lodewijk de Vrome uit 829, waarbij aan een "trouwe Sunifredo" een dorp en het graafschap van Narbonne werd geschonken, net als aan diens overleden vader, de "difunto Borrell". Deze veronderstelling wordt tegengesproken door andere historici, zoals Auzias (L'Aquitaine carolingienne, Toulouse, 1937, pág. 189) en A. Lewis (The Development of Southern French and Catalan Society, 718-1050, Cap. 6, nota 9).
4. ↑  Pope, church, and city: essays in honour of Brenda M. Bolton, Damian J. Smith